# Franz Kampers
Franz Kampers (* 16. Oktober 1868 in Oesede bei Osnabrück; † 21. Mai 1929 in Stockdorf bei München) war ein deutscher Historiker.

## Leben und Wirken
Nach dem Studium an den Universitäten Münster und München (Jura und Geschichte) promovierte Kampers 1893 in München im Fach Geschichte. Thema der Dissertation war: Die tiburtinische Sibylle des Mittelalters, Exkurs I zu Kaiserprophetieen und Kaisersagen im Mittelalter, ein Beitrag zur Geschichte der deutschen Kaiseridee. Anschließend war er Redakteur (ab 1902 auch Herausgeber) des Historischen Jahrbuchs der Görres-Gesellschaft zur Pflege der Wissenschaft. An der Münchener Hof- und Staatsbibliothek wurde er 1895 Bibliothekar und veröffentlichte in dieser Zeit umfangreiche Studien zur mittelalterlichen Kaiseridee, schlug dann die Universitätslaufbahn ein und wurde 1902 zum außerordentlichen Professor für Mittelalterliche Geschichte und Historische Hilfswissenschaften an der Friedrich-Wilhelms-Universität in Breslau berufen, 1903 an der gleichen Universität zum ordentlichen Professor.
In Breslau forschte er neben seinem Hauptgebiet auch über die schlesische Landesgeschichte.
Kampers war seit seinen Studentenzeiten ein begeisterter Verbindungsstudent im KV. In Münster wurde er Mitglied der KStV Germania und in München bei der KStV Saxonia. Später wurde er noch Ehrenphilister beim K.St.V. Ottonia München, in Breslau bei Unitas-Breslau und Franko-Borussia. Kampers war musikalisch sehr begabt und verfasste und komponierte eine Reihe von Studentenliedern, die auch in die Kommersbücher aufgenommen wurden.

## Ehrungen
1920 wurde Kampers der Titel Geheimer Regierungsrat verliehen.

## Schriften (Auswahl)
- 1894: Die tiburtinische Sibylle des Mittelalters, H. Lüneburg.
- 1894: Ueber die Prophezeiungen des Johannes de Rupescissa. In: Historisches Jahrbuch. Band 15, 1894, S. 796–802.
- 1895: Kaiserprophetien und Kaisersagen im Mittelalter (2. Aufl. 1896 unter dem Titel: Die deutsche Kaiseridee in Prophetie und Sage, 1969 Neudruck im Scientia-Verlag Aalen).
- 1896: Die deutsche Kaiseridee in Prophetie und Sage. München 1896; Neudruck 1969.
- 1897: Mittelalterliche Sagen vom Paradiese und vom Holze des Kreuzes Christi in ihren vornehmsten Quellen und in ihren hervorstechendsten Typen.
- 1897: Die Lehninsche Weissagung über das Haus Hohenzollern. Geschichte, Charakter und Quellen der Fälschung.
- 1901: Alexander der Grosse und die Idee des Weltimperiums in Prophetie und Sage: Grundlinien, Materialien u. Forschungen. Herder, Freiburg.
- 1901 (ff.): (gemeinsam mit Sebastian Merkle und Martin Spahn Hrsg. der Reihe) Weltgeschichte in Karakterbildern.
- 1908: Dantes Kaisertum.
- 1910: Karl der Große. Die Grundlegung der mittelalterlichen Kultur und Weltanschauung. In: Weltgeschichte in Karakterbildern, 2. Abteilung: Mittelalter.
- 1913: (gemeinsam mit Fritz Frech (Hrsg.) des 2-bändigen Werks) Schlesische Landeskunde. Veit, Leipzig.
- 1916: Das Lichtland der Seelen und der heilige Gral. Bachem, Köln.
- 1921: Dante und die Wiedergeburt. Eine Einführung in die Grundgedanken der "Divina Commedia" und dessen Quellen. Kirchheim & Co., Mainz.
- 1924: Vom Werdegange der abendländischen Kaisermystik. B. G. Teubner, Leipzig.
- 1929: Kaiser Friedrich II., der Wegbereiter der Renaissance. Velhagen & Klasing, Bielefeld.